# Lamprosema stramineata
Lamprosema stramineata là một loài bướm đêm trong họ Crambidae.